# Frühlingserzählung
Frühlingserzählung (Conte de printemps) ist eine französische Filmkomödie aus dem Jahr 1990 und bildet den ersten Teil des Zyklus Erzählungen der vier Jahreszeiten (Contes des quatre saisons). Regisseur und Drehbuchautor ist Éric Rohmer, einer der führenden Vertreter der Nouvelle Vague (franz. Neue Welle), dessen lapidarer Stil sich mit einer großen Liebe zu minutiöser Detailschärfe paart. Die Uraufführung des Films fand im Februar 1990 im Rahmen der Berlinale statt, wo Frühlingserzählung außer Konkurrenz im Wettbewerbsprogramm lief.

## Handlung

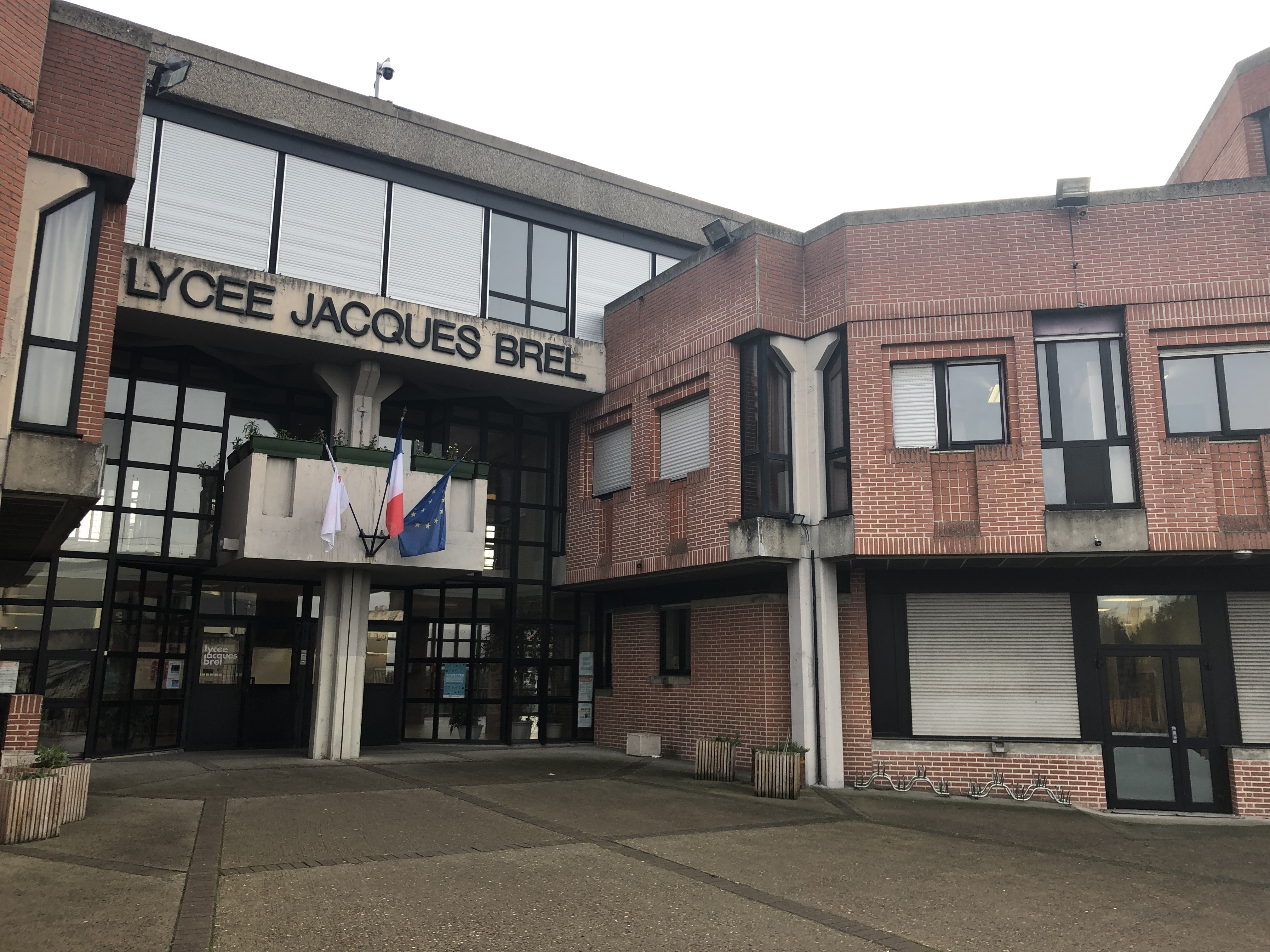
Lycée Jacques Brel in La Courneuve, Jeannes Arbeitsplatz und Einstiegsszene des Films

Jeanne ist eine junge Philosophielehrerin, die an einem Gymnasium im Großraum Paris ihren Vorbereitungsdienst leistet. Sie lebt bei ihrem Freund Mathieu, einem Mathematiker mit Hang zur Unordnung. Doch Jeanne, die eigentlich keine Unordnung mag, hält es darum nicht in seiner Wohnung aus, wenn er verreist und sie allein ist. Ihr eigenes Appartement wird aber momentan von ihrer Cousine Gaëlle in Beschlag genommen, der sie es überlassen hat und die sie auch nicht vor die Tür setzen will. Ohne zu wissen, wo sie die Nacht verbringen soll, geht Jeanne abends auf eine Party zur Wohnungseinweihung und kommt dort mit dem hübschen Mädchen Natacha ins Gespräch. Beide sind sich von Anfang an sympathisch und schließen schnell Freundschaft. Natacha, die am Konservatorium Klavier studiert, lädt Jeanne zu sich nach Hause ein und bietet an, ihr das Schlafzimmer ihres Vaters zu überlassen, der fast nie zu Hause übernachtet. Ihr Vater Igor ist Beamter im Kulturministerium und lebt bei seiner Freundin Ève, die kaum älter ist als seine Tochter. Jeanne nimmt die Einladung an, und beide verlassen die Party früh.
Am nächsten Morgen kommt Igor zu Hause vorbei, um ein paar Kleidungsstücke mitzunehmen, als Jeanne gerade duscht. Beide sind überrascht und verlegen; jeder entschuldigt sich beim anderen für sein Verhalten. Als Natacha vom Unterricht zurückkehrt, brennt sie förmlich darauf, die erste Begegnung von Jeanne mit Igor geschildert zu bekommen – sie kann Ève nämlich nicht ausstehen und wünscht sich nichts sehnlicher als eine andere Freundin für ihren Vater. Von nun an versucht Natacha mit mäßigem Geschick, Jeanne und Igor zusammenzubringen, wann immer sie es einrichten kann. Am Nachmittag fahren Natacha und Jeanne gemeinsam nach Fontainebleau zum Landhaus von Natachas Vater. Es ist der erste Besuch dort nach dem Winter, und der Garten zeigt sich im weißen Blütenkleid. Natacha erzählt von ihrem Verdacht, dass Ève und Igor am Verschwinden einer Halskette ihrer Großmutter, die sie, Natacha, eigentlich zum Geburtstag erhalten sollte, nicht ganz unschuldig sind. Immer wieder spricht sie dies Thema an und macht den beiden Vorwürfe. Ein paar Tage darauf treffen erstmals alle drei Frauen, Jeanne, Natacha und Ève, sowie Igor beim Abendessen aufeinander. Es entspannt sich eine hitzige Diskussion, in der die einzelnen Charaktere mit ihren wechselseitigen Vorlieben füreinander und besonders ihren Abneigungen gegeneinander hervortreten.
Am folgenden Wochenende fahren Natacha und Jeanne wieder zum Landhaus hinaus, doch diesmal ist auch Igor dort, leider, wie Natacha feststellen muss, zusammen mit Ève. Bei den Vorbereitungen zum Mittagessen kommt es zwischen Ève und Natacha zum Eklat, Jeanne versucht vergeblich zu schlichten, und Igor bringt Ève notgedrungen zum Bahnhof. Nachdem Natacha die verhasste Ève erfolgreich vertrieben hat, taucht plötzlich Natachas Freund, kaum jünger als ihr Vater, auf und beide setzen sich ebenfalls ab, so dass Jeanne und Igor allein zurückbleiben. Abends, im Hintergrund läuft eine Aufnahme, auf der Natacha Schumann spielt, kommen sich Igor und Jeanne zaghaft näher, sie gewährt ihm drei Wünsche: sich neben sie zu setzen, ihre Hand zu halten, sie zu küssen; doch damit ist es ihr genug und sie beendet das Spiel. Als Jeanne, wieder nach Paris zurückgekehrt, ihre Sachen aus Igors Schlafzimmerschrank herausnimmt, fällt ihr durch Zufall die langgesuchte Halskette vor die Füße, womit sich schließlich Igors und vor allem Èves Unschuld herausstellt. Nachdem sie sich in aller Herzlichkeit von Natacha, die voller Stolz ihre Halskette trägt, verabschiedet hat, kehrt sie in Mathieus Wohnung zurück, wo sie die Heimkehr ihres Freundes erwartet.

## Hintergrund
Mit Frühlingserzählung eröffnete Rohmer 1990 nach den Moralischen Erzählungen (Six Contes Moraux, 1962–1972) und Komödien und Sprichwörter (Comédies et proverbes, 1981–1987) seinen dritten und letzten Filmzyklus Erzählungen der vier Jahreszeiten (Contes des quatre saisons). Die weiteren Filme des Zyklus sind Wintermärchen (Conte d’hiver, 1992), Sommer (Conte d'été, 1996) und Herbstgeschichte (Conte d’automne, 1998). Die Anzahl der Filme, die die Vielfalt der Jahreszeiten einfangen und metaphorisch auf ihre Figuren beziehen, stand von Anfang an fest, nicht jedoch die einzelnen Szenarien, die Rohmer jeweils erst vier bis fünf Jahre vor dem jeweiligen Drehbeginn entwarf. Dennoch fand er nachträglich gemeinsame Strukturen und Symmetrien in den Filmen, insbesondere zwischen Frühlingserzählung und Herbstgeschichte, die beide um Gedanken und Intrigen kreisen, sowie zwischen Wintermärchen und Sommer, in denen sich die Situation der weiblichen und männlichen Hauptfigur gegenüber drei Vertretern des anderen Geschlechts spiegeln.
Allen Filmen ist zu eigen, dass sie wie der erste Zyklus (insbesondere Meine Nacht bei Maud) philosophische Fragen aufgreifen, diese jedoch mit den gewöhnlichen, eigensinnigen Figuren des zweiten Zyklus paaren, was zu einer Kluft zwischen Themen und Figuren führt. Zugleich unterstreicht Rohmer damit sein in einem Vorwort zu Balzac vertretenes Ideal, dass ein Autor in der Überfülle des Lebens verschwinden müsse. In einem Interview zu Frühlingserzählung in Le Figaro erklärte Rohmer seine Position als Filmemacher gegenüber dem Film: „Mein Blickwinkel ist nicht der von Gott, […] weil Gott seine Schöpfung versteht. Es ist derjenige von Platons Gyges, der im Film erwähnt wird. Gyges macht sich unsichtbar und kann am Spiel teilnehmen, aber nur als unvollkommener Beobachter, der keinen Zugang zum Geheimnis der Wesen hat. […] Das ist, was mich am Kino interessiert, das Geheimnis der Subjektivität zu achten.“
Ursprünglich sollte Wintermärchen der Beginn des Zyklus sein, der chronologisch durch die Jahreszeiten geführt hätte, doch Rohmer zog kurzfristig Frühlingserzählung vor. Der Ton ist gedämpfter, weniger von großen Gefühlen bestimmt als im Folgefilm. Der Film erinnert eher an ein Konversationsstück. Schon das Thema des Denkens und seiner praktischen Auswirkungen ist eines, das sich jedem cineastischen Spektakel entzieht. Die Hauptfigur, eine Philosophielehrerin, die Rohmer wie so häufig mit einem Neuling besetzte, einer jungen Frau, die ihm einen Brief geschrieben hatte, dass sie gerne mit ihm zusammenarbeiten würde, ist eine Beobachterin, sehr zurückgenommen, beinahe neutral gegenüber dem Geschehen. Wie Louise in Vollmondnächte oder Delphine in Das grüne Leuchten hat sie ihren Platz im Leben noch nicht gefunden, was sich schon darin zeigt, dass sie von einem zum nächsten Apartment springt, von der Stadt zum Land. Sie wird Zeuge weiterer Unordnungen: zerbrochener und geflickter Familien und Beziehungen zwischen Paaren, die Vater und Tochter sein könnten. Dabei wirkt die Vaterfigur mit ihrer großen, schlanken Gestalt und der Ungeschicklichkeit beinahe wie ein Double von Rohmer selbst.
Neben der Beschäftigung mit Philosophie entdeckte Rohmer Ende der 1980er Jahre auch die Musik neu, über die er 1998 den Essay Von Mozart zu Beethoven veröffentlichte. In Frühlingserzählung übertrat er mit der Verwendung von Filmmusik aus dem Off sogar eines seiner cineastischen Prinzipien, dass im Film nur zu hören sein sollte, was auch zu sehen ist. Es sind klassische Stücke von Beethoven und Schumann, die, wie ein für Rohmer ebenfalls ungewöhnlicher Dolly-Zoom, die Veränderung seiner Protagonistin untermalen, bis sie am Ende ihre beständigen Gedanken und Selbstanalysen überwindet und sich einfach gehenlassen und dem Zufall überantworten kann: dem Zufall in Form von Zahlen oder dem zufälligen Fund der Halskette und der damit aufgedeckten Wahrheit. Die Moral der Geschichte ist gewissermaßen eine Revision des Untertitels seines früheren Films Die Frau des Fliegers oder Man kann nicht an nichts denken.

## Rezeption
Frühlingserzählung wurde von der Kritik positiv aufgenommen. Auch Rohmer selbst hatte eine besondere Vorliebe für den Film. Dennoch erreichte der Film nur ein Publikum, das etwa halb so groß war wie das seines Vorgängers Der Freund meiner Freundin im Jahr 1987. In Paris wurden rund 112.000 Kinobesucher gezählt.
Das Lexikon des internationalen Films urteilte: „Der erste Teil von Eric Rohmers filmischem Zyklus ‚Vier Jahreszeiten‘ beschreibt in einer eleganten Inszenierung und mit leichter Hand das oft schwierige Miteinander der Menschen. Durch die Diskrepanz zwischen ihrem Denken und Handeln wird der Zuschauer auf einer ironischen Distanz gehalten, die es ihm ermöglicht, der Handlung ebenso amüsiert wie fasziniert zu folgen.“
Die Katholische Filmarbeit beschrieb: „Wie Blumengebinde arrangiert der 70jährige Moralist des französischen Kinos die Personenkonstellationen stets neu und lotet so die Möglichkeit bzw. Unmöglichkeit von Beziehungen aus. Im Mittelpunkt des ebenso elegant wie schwerelos inszenierten Frühlings-Märchens steht der geschliffene Dialog als die zivilisierteste Ausdrucksform des menschlichen Miteinanders, da er Rückschlüsse auf den Wesens- und Seelenzustand der Protagonisten ermöglicht. […] Dabei bestimmen Nachsicht und ironische Distanz die Inszenierung, die man amüsiert verfolgt, auch wenn dabei auf Schwächen des eigenen Charakters verwiesen wird.“
Roger Ebert kommentierte, dass in Rohmers Filmen gewöhnlich nicht viel Dramatisches passiere. Die Figuren seien üblicherweise zu abgelenkt von ihren eigenen Problemen, um sich allzu sehr um den Plot zu kümmern, in den Rohmer sie versetzt hat. So entstehe die Anziehungskraft der Filme vor allem durch den Charme der Figuren, die üblicherweise sympathisch, intelligent und bürgerlich seien, und denen der Zuschauer Erfolg bei ihrer Glückssuche wünsche, ohne aber schlaflose Nächte zu verbringen, wenn sie scheitern.
Bei Vincent Canby von der New York Times verfing der Charme der Figuren in Frühlingserzählung weniger als in anderen Filmen des Regisseurs: Die drei Protagonisten seien „ein sehr attraktives Trio von Rohmer-Prototypen“, allerdings „ohne die einnehmenden, selbsttäuschenden Eigenheiten, die die Arbeit des Regisseurs normalerweise auszeichnen.“ Insbesondere die von Florence Darel gespielte Natacha falle in ihrer herrischen, humorlosen Art ab gegenüber ähnlichen Figuren wie Béatrice Romand in Claires Knie oder Amanda Langlet in Pauline am Strand. „Sie ist so stark präsent, dass der Film nur dann abhebt, wenn sie nicht auf der Leinwand ist, was nicht oft vorkommt.“